# (247) Eukrate
(247) Eukrate – planetoida z pasa głównego asteroid okrążająca Słońce w ciągu 4 lat i 197 dni w średniej odległości 2,74 j.a. Została odkryta 14 marca 1885 roku w obserwatorium w Düsseldorfie przez Roberta Luthra. Nazwa planetoidy pochodzi od jednej z Nereid, w mitologii greckiej Eukrate.